# Sewernaja (Untere Tunguska)
Die Sewernaja (russisch Северная; wörtlich übersetzt „die Nördliche“) ist ein 331 km langer nordöstlicher und orographisch rechter Zufluss der Unteren Tunguska in der russischen Region Krasnojarsk.

## Geographische Lage
Die Sewernaja entspringt etwa 80 km nördlich des nördlichen Polarkreises im Südwestteil des Putorana-Gebirges, dem Nordwestteil des Mittelsibirischen Berglands. Sie entfließt dem zwischen etwa 1005 m hohen Bergen auf 201 m Höhe gelegenen Sewernojesee, der insbesondere von Oron und Epeklisen gespeist wird. Sie verläuft überwiegend südwestwärts durch das Gebirge und fließt – einiges nach Kreuzen des Polarkreises – auf etwa 9 m Höhe in die Untere Tunguska ein; rund 63 Flusskilometer westsüdwestlich ihrer Mündung liegt an der Mündung der Unteren Tunguska in den Jenissei die Ortschaft Turuchansk.
Die Sewernaja ist zwischen Oktober und Ende Mai eisbedeckt.

## Einzugsgebiet, Vegetation und Besiedlung
Das Einzugsgebiet der Sewernaja umfasst etwa 21.200 km². Ihr Ursprungsgebiet liegt in der Region des Permafrostbodens mit den für die Tundra typischen Flechten und Moosen, weiter flussabwärts bzw. südlich erstreckt sich die Waldtundra. Aufgrund der Abgeschiedenheit gibt es nur kleine Ansiedlungen.